# Le Bateau-usine
Le Bateau-usine (蟹工船, Kanikōsen) est un roman de Takiji Kobayashi paru en 1929.
Publié en deux parties en mai et juin 1929 dans le magazine littéraire prolétarien Senki, ce livre inspiré par des témoignages narre le quotidien de la classe ouvrière japonaise, plus particulièrement celui de l'équipage du Hakkō-maru, un bateau de pêche industrielle au crabe.
Le récit est ensuite publié en septembre 1929 en tant que livre par la maison d'édition du Senki, il s'écoulera à 15 000 exemplaires avant d'être censuré par le gouvernement japonais. Régulièrement réédité depuis la fin de la Seconde Guerre mondiale, il connaît un regain de popularité au Japon aux alentours de 2008.

## Personnages
Le roman met principalement en scène deux groupes de personnages distincts et antagonistes : les divers travailleurs employés du bateau (marins, pêcheurs et ouvriers) contre les personnages ayant des accointances avec l'entreprise propriétaire du navire (capitaine, intendant, contremaître et militaires).

### Marins,  pêcheurs et ouvriers
Kobayashi cherche à répondre aux codes de la littérature prolétarienne japonaise en refusant tout individualisme ou héroïsme, disant lui-même qu'il a « voulu décrire un groupe de travailleurs en tant que tel, sans toucher à leur caractère ou à leur psychologie individuelle ». Pour ces raisons, la masse des travailleurs du bateau, constituée d’environ 400 personnes, est presque anonyme : les membres de l'équipage n'étant jamais nommés individuellement ou par leurs noms. 
Seuls font exception :
- Kenkichi, un jeune ouvrier au début du roman dont la mère dévoile le prénom ;
- Miyaguchi, l'ouvrier qui disparaît au début du récit dont le nom est dévoilé par Asakawa ;
- Yamada, le personnage mourant à 27 ans du béribéri dont le nom est dévoilé par les autres personnages.

Les autres personnages sur lesquels Kobayashi s'attarde individuellement sont essentiellement nommés par rapport à une caractéristique extérieure au bateau comme le mineur ou l'étudiant.
Enfin, les trois ouvriers qui prennent la tête de la contestation sur le bateau sont appelés par des surnoms :
- Le Bègue;
- Shibaura ;
- La-ramène-pas.

### Personnages antagonistes
Face aux marins,  pêcheurs et ouvriers se dressent des personnages antagonistes. Surtout sur le Hakkō-maru, où se trouvent :
- Le capitaine ;
- L'intendant ou Asakawa, un personnage tyrannique infligeant des mauvais traitements aux marins, pêcheurs et ouvriers pour le seul intérêt de l'entreprise ;
- Le contremaître.

Mais aussi sur un autre bateau, le destroyer de la Marine impériale japonaise, où se trouvent des officiers et des militaires.

### Russes
L'équipage de la chaloupe qui fait naufrage rencontre une famille de quatre villageois et des personnes s'apparentant à des représentants du Parti communiste pansoviétique (bolchevik), dont l'un d'eux est un Chinois servant d'interprète vers le japonais. Les liens avec ces personnages continuent ensuite, ce sont eux qui accompagnent l’équipage dans leur prise de conscience de classe.

## Intrigue
L’action du roman prend place dans les années 1920 au nord du Japon. L'histoire débute dans le port d'Hakodate où un bateau-usine de pêche industrielle au crabe, le Hakkō-maru, est en train d'être appareillé, pendant que l'équipage prend progressivement place à bord. Les différents marins, pêcheurs et ouvriers, découvrent un bateau en très mauvais état avec de mauvaises conditions d'hygiène.
Le bateau quitte ensuite la ville portuaire située au sud d'Hokkaido pour la mer d'Okhotsk, près du Kamtchatka et des eaux territoriales soviétiques, accompagné d'un destroyer de la Marine impériale japonaise.
À bord, la malnutrition patente fait que plusieurs hommes souffrent du béribéri. Ils souffrent aussi de leurs conditions de travail effroyables, rendues particulièrement inhumaines à cause d’Asakawa, l’intendant représentant les intérêts commerciaux de l’armateur, qui impose un rythme de travail éprouvant. Il frappe et inflige des punitions corporelles aux marins, et empêche même le capitaine de porter secours à un autre bateau-usine en détresse, condamnant son équipage à périr lors du naufrage du navire.
Asakawa, obnubilé par le fait de maintenir constamment un taux de production élevé, impose aux pêcheurs de partir à la pêche à bord des chaloupes malgré de mauvaises conditions météorologiques, ce qui provoque la disparition en mer d'une des chaloupes. L'équipage de celle-ci s'échoue sur les côtes russes où il est recueilli par une famille de Soviétiques. Cette rencontre permet aux ouvriers de sympathiser avec des étrangers qui leur avaient toujours été présentés comme des ennemis. C'est aussi dans ce village qu'ils vont faire une rencontre avec plusieurs Russes visiblement communistes qui leur enseignent des rudiments de la lutte des classes par l'intermède d'un Chinois parlant japonais. L'équipage de la chaloupe repart ensuite en mer pour retrouver le Hakkō-maru, où ils racontent leurs rencontres.
Sur le bateau, le contremaître et l'intendant instillent une concurrence et une rivalité entre les ouvriers, les pêcheurs et les marins afin d'augmenter leur productivité par esprit de compétition. C'est alors que plusieurs membres de l'équipage commencent à verbaliser l'horreur qu'ils vivent à bord du bateau : un des ouvriers, ancien étudiant, compare la situation sur le bateau à la représentation des enfers présente dans un temple bouddhiste de son enfance, alors qu'un autre ouvrier, aussi ancien étudiant, dit que la situation qu'ils vivent est pire que la prison dans Souvenirs de la maison des morts de Dostoievski.
Petit à petit, une idée germe dans les cerveaux des marins et des ouvriers, poussés dans leurs derniers retranchements : la grève, la rébellion ouverte.

## Postérité
À la suite de la crise financière de 2008, Kanikōsen est élu livre de l'année au Japon. Un film est tourné par Sabu en 2009, remake du film Kanikōsen de Sō Yamamura, datant de 1953.
Un échange très populaire entre Karin Amamiya et Gen'ichirō Takahashi, deux figures de la gauche japonaise contemporaire, dans le quotidien Mainichi Shinbun en 2008, a également contribué à créer un Kanikōsen boom. Dans cet échange, les deux auteurs font le lien entre les conditions de vie des personnages et les travailleurs pauvres de plus en plus visibles au Japon à la suite de la première décennie perdue.
Ce livre est en effet emblématique du malaise créé par les crises économiques qui ont touché le Japon à partir des années 1990, et en particulier celle de 2008. Dans la société japonaise se rappelant la période de plein emploi et d'emploi à vie des « trente glorieuses », le travailleur pauvre, ou celui qui a perdu son emploi, se juge et sera jugé comme responsable de sa situation d'échec. Or la dégradation des conditions de travail et la crise financière de 2008 ont pour origine la finance et la déréglementation : des causes clairement autres que l'incompétence de l'individu, et de plus en plus de personnes ont commencé à penser que leur disgrâce n'était pas méritée.
Parmi les jeunes générations, la phrase « On se croirait dans une scène de Kanikōsen » fut fréquemment prononcée, pour mentionner la pénibilité des tâches à accomplir par les employés « non-réguliers » (freeters, intérim) : ceux-ci se sentent traités comme des esclaves, insultés et raillés par les travailleurs « réguliers », comme dans le livre de Kobayashi.
Plus de la moitié des personnes ayant acheté ce livre en 2008 avaient entre 20 et 30 ans, soit faisant partie de la génération la plus touchée par les licenciements et les emplois « non-réguliers ». Ce livre a donc probablement joué un rôle de phare dans les manifestations spontanées qui ont suivi le Premier mai de 2008, car il dénonce ce phénomène de dévalorisation des travailleurs pauvres et incite à la révolte plutôt qu'à l'autodestruction.

## Adaptations

### Cinéma
- 1953 : Pêcheurs de crabe (蟹工船, Kanikōsen?) réalisé par Sō Yamamura.
- 2009 : Kanikōsen (蟹工船?) réalisé par Sabu. Le casting, très prestigieux, comprend notamment Ren Ōsugi, Ryuhei Matsuda, Hidetoshi Nishijima, Kengo Kōra, Hirofumi Arai et Terunosuke Takezai.

### Manga
- 2006 : Le Bateau-usine (蟹工船, Kanikōsen?), un manga de Gô Fujio.

- 2021 : Le Bateau-Usine Shinyaku Kanikôsen  (新約カニコウセン, Shinyaku Kanikôsen?), un manga de Shinjirô et Shigemitsu Harada.

## Éditions françaises
- Takiji Kobayashi (trad. et pref. Évelyne Lesigne-Audoly), Le Bateau-usine, Paris, Yago, coll. « Ciel ouvert », 2009, 137 p. (ISBN 978-2-916209-64-7)
- Takiji Kobayashi (trad. et postf. Évelyne Lesigne-Audoly), Le Bateau-usine, Paris, Allia, coll. « Petite collection », 2015, 174 p. (ISBN 978-2-84485-961-7)